# Enfriamiento global geofísico
Antes del concepto de tectónica de placas, el enfriamiento global era una teoría geofísica de James Dwight Dana, también conocida como la teoría de la tierra en contracción. Sugirió que la Tierra había estado en un estado fundido y características como montañas se formaron a medida que se enfriaba y se contraía. A medida que el interior de la Tierra se enfriara y encogiera, la corteza rígida tendría que encogerse y arrugarse. El arrugado podría producir características como cadenas montañosas.

## Aplicación
La Tierra se comparó con una bola de hierro que se enfría, o una caldera de vapor con placas de caldera móviles. A principios de la década de 1900, se sabía que la temperatura aumentaba a medida que aumentaba la profundidad. Con el grosor de la corteza, las "placas de caldera", estimándose en diez a cincuenta millas, la presión hacia abajo sería de cientos de miles de libras por pulgada cuadrada. Aunque se esperaba que el agua subterránea se convirtiera en vapor a gran profundidad, normalmente la presión descendente contendría cualquier vapor. Se sospechaba que el efecto del vapor sobre la roca fundida era una causa de volcanes y terremotos, ya que se había observado que la mayoría de los volcanes están cerca del agua. No estaba claro si la roca fundida de los volcanes tenía su origen en la roca fundida debajo de la corteza, o si el aumento de calor debido a la presión bajo las montañas hizo que la roca se derritiera. Una de las razones de los volcanes fue como una forma en que "la tierra en contracción elimina la materia que ya no puede contener". Se ha observado una relación entre terremotos y volcanes, aunque se desconocen las causas. Las fallas y los terremotos tendían a ocurrir a lo largo de los límites de las "placas de caldera" cambiantes, pero el plegamiento de las montañas indicaba que a veces las placas se doblaban.
A principios de la década de 1900, el profesor Eduard Suess utilizó la teoría para explicar el terremoto de Messina en 1908, siendo de la opinión de que la corteza terrestre se estaba reduciendo gradualmente en todas partes. También predijo que las erupciones seguirían al terremoto y tsunami en el sur de Italia. Atribuyó el terremoto al hundimiento de la corteza terrestre, en cuya zona las Islas Eolias son el centro. Declaró que a medida que avanzara el proceso de hundimiento, las tierras altas de Calabria y Sicilia a ambos lados del Estrecho de Messina quedarían sumergidas, quedando solo los picos más altos sobre el mar. El estrecho, dijo, se ensancharía mucho de ese modo.
De manera similar, el profesor Robert T. Hill explicó en ese momento que "las rocas se están plegando, fracturando y de otra manera quebradas o deformadas por la gran contracción y asentamiento de la corteza terrestre en su conjunto. La contracción de la esfera terrestre es la contracción física de la edad que se mide en eones en lugar de años. Las convulsiones prehistóricas de la tierra antes de que el hombre habitara este planeta fueron terribles, casi inconcebibles". "No hay duda de que los terremotos están disminuyendo". El desplazamiento del terremoto de San Francisco de 1906 fue de solo unos pocos pies, mientras que los terremotos prehistóricos hicieron fisuras y deslizamientos de 20,000 pies.

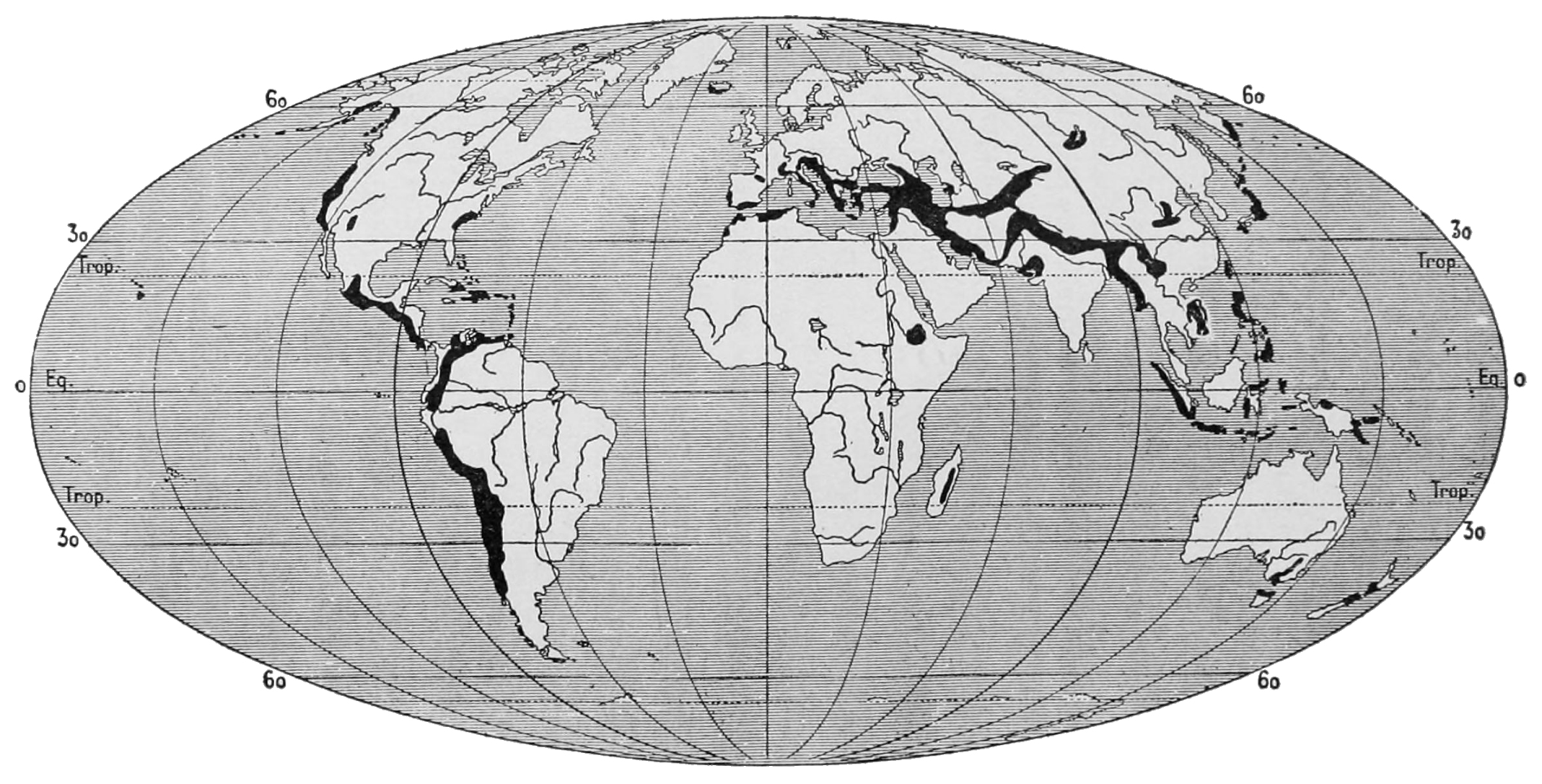
Mapa de regiones de terremotos de 1906

Se había notado el Anillo de Fuego del Pacífico, así como un segundo cinturón de terremotos que atravesó:
- Filipinas
- Panamá
- el Caribe
- España
- los Alpes
- el Himalaya
- Asia a Japón[2]

Una Tierra en contracción sirvió de marco para Leopold Kober y Hans Stille, quienes trabajaron en la teoría de la geosinclina en la primera mitad del siglo XX.

## Objeciones
Algunas de las objeciones incluyen:
- Algunas características de la Tierra a gran escala son el resultado de una extensión más que de un acortamiento.
- Después de que se descubrió la desintegración radiactiva, se comprendió que liberaría calor dentro del planeta. Esto socava el efecto de enfriamiento en el que se basa la teoría del planeta que se encoge.[4]
- Se han encontrado fósiles idénticos a miles de kilómetros de distancia, lo que muestra que el planeta fue una vez un solo continente que se rompió debido a la tectónica de placas.

## Estado actual
Esta teoría ahora está refutada y considerada obsoleta. Sin embargo, a diferencia de la Tierra, el enfriamiento global sigue siendo la explicación dominante de las características escarpadas (acantilados) del planeta Mercurio. Después de la reanudación de la exploración lunar en la década de 1990, se descubrió que hay escarpes en la superficie de la Luna que son causados por la contracción debido al enfriamiento.

## Otras lecturas
- Şengör, Celâl (1982). «Classical theories of orogenesis».  En Miyashiro, Akiho; Aki, eds. Orogeny. John Wiley & Sons. ISBN 0-471-103764.

- Datos: Q1964637